# Шуп, Джордж
Джордж Лэрд Шуп (англ. George Laird Shoup; 15 июня 1836, Киттаннинг, Пенсильвания — 21 декабря 1904, Бойсе, Айдахо) — 12-й (последний) губернатор территории Айдахо, 1-й губернатор штата Айдахо, сенатор США от Айдахо.

## Биография
Джордж Шуп родился 15 июня 1836 года в Киттаннинге в штате Пенсильвания. В 1852 году его семья переехала в город Гейлсберг в Иллинойсе. Там Шуп вместе с отцом занимался фермерством и скотоводством. В результате финансовой паники 1857 года он разорился и спустя два года переехал на территорию Колорадо, где занялся горным делом. Шуп принял участие в гражданской войне в составе третьей кавалерии Колорадо. После войны Шуп некоторое время провёл в Монтане, затем переехал в Айдахо, где стал одним из основателей города Салмон. С 1874 по 1878 годы Шуп занимал должность делегата в легислатуре территории Айдахо от республиканцев.
В 1884 году Шуп в качестве федерального комиссионера от Айдахо посетил всемирную хлопковую выставку в Луизиане. На экспозицию от Айдахо он потратил несколько тысяч долларов собственных средств.
В апреле 1889 года Шуп стал губернатором территории Айдахо. 3 июля 1890 года Айдахо получил статус штата, 43-го по счёту. 1 октября того же года Шуп был избран первым губернатором нового штата. Однако уже в декабре Шуп созвал совещание в легислатуре штата, на котором был избран сенатором США от Айдахо. Через несколько дней он подал в отставку с должности губернатора. Его преемником стал вице-губернатор Норман Уилли. Во время нахождения в должности сенатора Шуп председательствовал в комитете по территориям и входил в состав комитетов по военным вопросам, индейским вопросам и др. В 1894 году он переизбрался на новый шестилетний срок, однако на выборах 1900 года потерпел поражение от Фреда Дюбуа, после чего он отошёл от политики.
С 15 июня 1868 года Джордж Шуп был женат на Леоне Дарнутсер, от которой имел троих дочерей и троих сыновей. Он скончался 21 декабря 1904 года в столице Айдахо Бойсе.